# Tour cycliste féminin international de l'Ardèche 2018
La 16e édition du Tour cycliste féminin international de l'Ardèche a lieu du 13 au 18 septembre 2018. La course fait partie du calendrier UCI féminin en catégorie 2.1. Son parcours est très montagneux.
Les deux premières demi-étapes se concluent par des sprints massifs. Le matin, Alexis Ryan s'impose devant Arlenis Sierra. L'après-midi, l'ordre est inversé. La troisième étape est plus difficile. La sélection nationale américaine est à la manœuvre : Tayler Wiles réalisant vingt-cinq kilomètres en tête avant d'être reprise proche de l'arrivée, Ruth Winder est à la conclusion. Sur l'étape du mont Serein, l'équipe d'Espagne se montre la plus en forme : Eider Merino gagne l'étape et Mavi Garcia s'empare du maillot rose. Le lendemain, la tendance de la veille se confirme, mais c'est Katarzyna Niewiadoma qui lève les bras. Sur la sixième étape, Mavi Garcia, Katarzyna Niewiadoma et Katie Hall jouent les premiers rôles. Toutefois, l'Espagnole chute, tandis que la Polonaise et Ruth Winder se dispute la victoire au profit de cette dernière. Katarzyna Niewiadoma devient le nouveau maillot rose. Erica Magnaldi s'impose sur la septième étape après avoir fait partie de l'échappée tout la journée. Katarzyna Niewiadoma remporte donc ce Tour de l'Ardèche devant Mavi Garcia et Eider Merino. La Polonaise est également meilleure grimpeuse et gagne le classement du combiné. Ruth Winder gagne le classement par points, Sara Poidevin celui de la meilleure jeune, Kseniya Dobrynina celui des rushes et l'Espagne le classement par équipes.

## Parcours
Le parcours comporte deux étapes de montagne, avec une arrivée au mont Serein et une au mont Lozère.

## Équipes
| Équipes féminines professionnelles (10)- Astana Women's - Bepink - Canyon-SRAM Racing - Experza-Footlogix - FDJ-Nouvelle Aquitaine-Futuroscope - Health Mate-Cyclelive Team - Team Illuminate - Rally - Servetto-Stradalli Cycle - Tibco-Silicon Valley Bank Équipes nationales (12)- Allemagne - Autriche - Belgique - Espagne - États-Unis - Israël - Norvège - Pays-Bas - Pologne - Russie - Suisse - Ukraine Équipe amateur- Centre mondial du cyclisme Équipe féminines amateur (4)- Conade Visit Mexico - Swaboladies.nl - Team Dukla Praha Women - YRDP Fred Whitton Challenge |
| |

En sus l'équipe Crédit Mutuel est au départ.

## Étapes
| Étape     | Date     | Villes étapes                                  | type              | Distance (km) | Vainqueur d'étape    | Leader du classement général |
| --------- | -------- | ---------------------------------------------- | ----------------- | ------------- | -------------------- | ---------------------------- |
| 1re étape | 13 sept. | Saint-Marcel-d'Ardèche – Beauchastel           | étape de plaine   | 65            | Alexis Magner        | Alexis Magner                |
| 2e étape  | 13 sept. | Saint-Fortunat-sur-Eyrieux – Cruas             | étape vallonnée   | 54,9          | Arlenis Sierra       | Arlenis Sierra               |
| 3e étape  | 14 sept. | Saint-Sauveur-de-Montagut – Villeneuve-de-Berg | étape vallonnée   | 125           | Ruth Edwards         | Ruth Edwards                 |
| 4e étape  | 15 sept. | Châteauneuf-de-Gadagne – mont Serein           | étape de montagne | 117           | Eider Merino         | Mavi García                  |
| 5e étape  | 16 sept. | Grandrieu – mont Lozère                        | étape de montagne | 139           | Katarzyna Niewiadoma | Mavi García                  |
| 6e étape  | 17 sept. | Savasse – Montboucher-sur-Jabron               | étape vallonnée   | 113           | Ruth Edwards         | Katarzyna Niewiadoma         |
| 7e étape  | 18 sept. | Chomérac – Privas                              | étape vallonnée   | 90            | Erica Magnaldi       | Katarzyna Niewiadoma         |

## Favorites
Le parcours montagneux des championnats du monde de cyclisme explique un plateau de niveau particulièrement élevé sur cette édition 2018 du Tour de l'Ardèche. Les principales équipes sont la Canyon-SRAM, les sélections américaine et espagnole. L'équipe allemande vient avec pour leader Katarzyna Niewiadoma. Les grimpeuses américaines Katie Hall, Tayler Wiles, vainqueur sortante, et Ruth Winder sont au départ. La formation espagnole a dans ses rangs, les championnes nationales Eider Merino et Mavi Garcia. On compte également sur la liste de départ : Janneke Ensing, Tatiana Guderzo, Arlenis Sierra et Shara Gillow.

## Déroulement de la course

### 1reétape
En début d'étape, trois coureuses sortent du peloton. Il s'agit de : Julie van de Velde, Guillian Ellsay et Miriam Barion. Leur avance tourne autour des trente secondes. Dans Cruas, Silvia Valsecchi les rejoint. À cinq kilomètres de l'arrivée, elles comptent quarante secondes d'avance. Elles sont néanmoins reprises aux deux kilomètres.Alexis Ryan s'impose au sprint devant Arlenis Sierra,,.
| \| Classement de l'étape \| Classement de l'étape \| Classement de l'étape \| Classement de l'étape \| Classement de l'étape \| \| Coureuse \| Coureuse \| Pays \| Équipe \| Temps \| \| --------------------- \| --------------------- \| --------------------- \| -------------------------- \| --------------------- \| \| 1re \| Alexis Magner \| États-Unis \| Canyon-SRAM Racing \| 1 h 32 min 59 s \| \| 2e \| Arlenis Sierra \| Cuba \| Astana Women's Team \| + 0 s \| \| 3e \| Alison Jackson \| Canada \| Tibco-Silicon Valley Bank \| + 0 s \| \| 4e \| Susanne Andersen \| Norvège \| Norvège \| + 0 s \| \| 5e \| Tiffany Cromwell \| Australie \| Canyon-SRAM Racing \| + 0 s \| \| 6e \| Ruth Edwards \| États-Unis \| États-Unis \| + 0 s \| \| 7e \| Eva Buurman \| Pays-Bas \| Pays-Bas \| + 0 s \| \| 8e \| Katia Ragusa \| Italie \| Bepink \| + 0 s \| \| 9e \| Nguyễn Thị Thật \| Viêt Nam \| Centre mondial du cyclisme \| + 0 s \| \| 10e \| Demi Vollering \| Pays-Bas \| Swaboladies.nl \| + 0 s \| |                  |            |                            |                 |
| |                  |            |                            |                 |
| Source : ProCyclingStats |                  |            |                            |                 |
| Classement de l'étape |                  |            |                            |                 |
| Coureuse | Coureuse         | Pays       | Équipe                     | Temps           |
| 1re | Alexis Magner    | États-Unis | Canyon-SRAM Racing         | 1 h 32 min 59 s |
| 2e | Arlenis Sierra   | Cuba       | Astana Women's Team        | + 0 s           |
| 3e | Alison Jackson   | Canada     | Tibco-Silicon Valley Bank  | + 0 s           |
| 4e | Susanne Andersen | Norvège    | Norvège                    | + 0 s           |
| 5e | Tiffany Cromwell | Australie  | Canyon-SRAM Racing         | + 0 s           |
| 6e | Ruth Edwards     | États-Unis | États-Unis                 | + 0 s           |
| 7e | Eva Buurman      | Pays-Bas   | Pays-Bas                   | + 0 s           |
| 8e | Katia Ragusa     | Italie     | Bepink                     | + 0 s           |
| 9e | Nguyễn Thị Thật  | Viêt Nam   | Centre mondial du cyclisme | + 0 s           |
| 10e | Demi Vollering   | Pays-Bas   | Swaboladies.nl             | + 0 s           |

| \| Classement général \| Classement général \| Classement général \| Classement général \| Classement général \| \| Coureuse \| Coureuse \| Pays \| Équipe \| Temps \| \| ------------------ \| ------------------ \| ------------------ \| -------------------------- \| ------------------ \| \| 1re \| Alexis Magner \| États-Unis \| Canyon-SRAM Racing \| 1 h 32 min 59 s \| \| 2e \| Arlenis Sierra \| Cuba \| Astana Women's Team \| + 0 s \| \| 3e \| Alison Jackson \| Canada \| Tibco-Silicon Valley Bank \| + 0 s \| \| 4e \| Susanne Andersen \| Norvège \| Norvège \| + 0 s \| \| 5e \| Tiffany Cromwell \| Australie \| Canyon-SRAM Racing \| + 0 s \| \| 6e \| Ruth Edwards \| États-Unis \| États-Unis \| + 0 s \| \| 7e \| Eva Buurman \| Pays-Bas \| Pays-Bas \| + 0 s \| \| 8e \| Katia Ragusa \| Italie \| Bepink \| + 0 s \| \| 9e \| Nguyễn Thị Thật \| Viêt Nam \| Centre mondial du cyclisme \| + 0 s \| \| 10e \| Demi Vollering \| Pays-Bas \| Swaboladies.nl \| + 0 s \| |                  |            |                            |                 |
| |                  |            |                            |                 |
| Source : ProCyclingStats |                  |            |                            |                 |
| Classement général |                  |            |                            |                 |
| Coureuse | Coureuse         | Pays       | Équipe                     | Temps           |
| 1re | Alexis Magner    | États-Unis | Canyon-SRAM Racing         | 1 h 32 min 59 s |
| 2e | Arlenis Sierra   | Cuba       | Astana Women's Team        | + 0 s           |
| 3e | Alison Jackson   | Canada     | Tibco-Silicon Valley Bank  | + 0 s           |
| 4e | Susanne Andersen | Norvège    | Norvège                    | + 0 s           |
| 5e | Tiffany Cromwell | Australie  | Canyon-SRAM Racing         | + 0 s           |
| 6e | Ruth Edwards     | États-Unis | États-Unis                 | + 0 s           |
| 7e | Eva Buurman      | Pays-Bas   | Pays-Bas                   | + 0 s           |
| 8e | Katia Ragusa     | Italie     | Bepink                     | + 0 s           |
| 9e | Nguyễn Thị Thật  | Viêt Nam   | Centre mondial du cyclisme | + 0 s           |
| 10e | Demi Vollering   | Pays-Bas   | Swaboladies.nl             | + 0 s           |

### 2eétape
Un groupe de douze échappées sort dès le début de course. Marjolaine Bazin et Seda Krylova en fait partie, mais sont rapidement distancées. Le groupe voit son avance culminer à une minute quarante-cinq, puis celle-ci atteint cinquante-cinq secondes à vingt-cinq kilomètres de l'arrivée. La jonction avec le peloton a lieu à cinq kilomètres de l'arrivée. Arlenis Sierra gagne le sprint devant Alexis Ryan, soit l'ordre inverse du sprint du matin,,.
| \| Classement de l'étape \| Classement de l'étape \| Classement de l'étape \| Classement de l'étape \| Classement de l'étape \| \| Coureuse \| Coureuse \| Pays \| Équipe \| Temps \| \| --------------------- \| --------------------- \| --------------------- \| ------------------------- \| --------------------- \| \| 1re \| Arlenis Sierra \| Cuba \| Astana Women's Team \| 1 h 18 min 27 s \| \| 2e \| Alexis Magner \| États-Unis \| Canyon-SRAM Racing \| + 0 s \| \| 3e \| Susanne Andersen \| Norvège \| Norvège \| + 0 s \| \| 4e \| Alison Jackson \| Canada \| Tibco-Silicon Valley Bank \| + 0 s \| \| 5e \| Kaat Hannes \| Belgique \| Belgique \| + 0 s \| \| 6e \| Ruth Edwards \| États-Unis \| États-Unis \| + 0 s \| \| 7e \| Katherine Maine \| Canada \| Rally Cycling \| + 0 s \| \| 8e \| Olga Shekel \| Ukraine \| Ukraine \| + 0 s \| \| 9e \| Demi Vollering \| Pays-Bas \| Swaboladies.nl \| + 0 s \| \| 10e \| Stine Borgli \| Norvège \| Norvège \| + 0 s \| |                  |            |                           |                 |
| |                  |            |                           |                 |
| Source : ProCyclingStats |                  |            |                           |                 |
| Classement de l'étape |                  |            |                           |                 |
| Coureuse | Coureuse         | Pays       | Équipe                    | Temps           |
| 1re | Arlenis Sierra   | Cuba       | Astana Women's Team       | 1 h 18 min 27 s |
| 2e | Alexis Magner    | États-Unis | Canyon-SRAM Racing        | + 0 s           |
| 3e | Susanne Andersen | Norvège    | Norvège                   | + 0 s           |
| 4e | Alison Jackson   | Canada     | Tibco-Silicon Valley Bank | + 0 s           |
| 5e | Kaat Hannes      | Belgique   | Belgique                  | + 0 s           |
| 6e | Ruth Edwards     | États-Unis | États-Unis                | + 0 s           |
| 7e | Katherine Maine  | Canada     | Rally Cycling             | + 0 s           |
| 8e | Olga Shekel      | Ukraine    | Ukraine                   | + 0 s           |
| 9e | Demi Vollering   | Pays-Bas   | Swaboladies.nl            | + 0 s           |
| 10e | Stine Borgli     | Norvège    | Norvège                   | + 0 s           |

| \| Classement général \| Classement général \| Classement général \| Classement général \| Classement général \| \| Coureuse \| Coureuse \| Pays \| Équipe \| Temps \| \| ------------------ \| -------------------- \| ------------------ \| ------------------------- \| ------------------ \| \| 1re \| Arlenis Sierra \| Cuba \| Astana Women's Team \| 2 h 51 min 26 s \| \| 2e \| Alexis Magner \| États-Unis \| Canyon-SRAM Racing \| + 0 s \| \| 3e \| Susanne Andersen \| Norvège \| Norvège \| + 0 s \| \| 4e \| Alison Jackson \| Canada \| Tibco-Silicon Valley Bank \| + 0 s \| \| 5e \| Ruth Edwards \| États-Unis \| États-Unis \| + 0 s \| \| 6e \| Demi Vollering \| Pays-Bas \| Swaboladies.nl \| + 0 s \| \| 7e \| Olga Shekel \| Ukraine \| Ukraine \| + 0 s \| \| 8e \| Eva Buurman \| Pays-Bas \| Pays-Bas \| + 0 s \| \| 9e \| Katarzyna Niewiadoma \| Pologne \| Canyon-SRAM Racing \| + 0 s \| \| 10e \| Katia Ragusa \| Italie \| Bepink \| + 0 s \| |                      |            |                           |                 |
| |                      |            |                           |                 |
| Source : ProCyclingStats |                      |            |                           |                 |
| Classement général |                      |            |                           |                 |
| Coureuse | Coureuse             | Pays       | Équipe                    | Temps           |
| 1re | Arlenis Sierra       | Cuba       | Astana Women's Team       | 2 h 51 min 26 s |
| 2e | Alexis Magner        | États-Unis | Canyon-SRAM Racing        | + 0 s           |
| 3e | Susanne Andersen     | Norvège    | Norvège                   | + 0 s           |
| 4e | Alison Jackson       | Canada     | Tibco-Silicon Valley Bank | + 0 s           |
| 5e | Ruth Edwards         | États-Unis | États-Unis                | + 0 s           |
| 6e | Demi Vollering       | Pays-Bas   | Swaboladies.nl            | + 0 s           |
| 7e | Olga Shekel          | Ukraine    | Ukraine                   | + 0 s           |
| 8e | Eva Buurman          | Pays-Bas   | Pays-Bas                  | + 0 s           |
| 9e | Katarzyna Niewiadoma | Pologne    | Canyon-SRAM Racing        | + 0 s           |
| 10e | Katia Ragusa         | Italie     | Bepink                    | + 0 s           |

### 3eétape
Tanja Erath gagne le premier sprint intermédiaire. Dès le premier col, les favorites se détachent. Il y a à l'avant notamment : Katarzyna Niewiadoma, Mavi Garcia, Arlenis Sierra, Kseniya Dobrynina et Anna Potokina. Après le passage au sommet, remporté par Niewiadoma, cinq coureuses s'échappent dont : Olga Shekel, Hanna Nilsson et Erica Magnaldi. Elles sont reprises à Armanier. Au kilomètre cent, la vainqueur sortante Tayler Wiles attaque seule. Elle a près d'une minute d'avance à vingt kilomètres de l'arrivée. Le groupe des favorites la reprend aux deux kilomètres. Sa coéquipière Ruth Winder s'impose et s'empare du maillot rose,,.
| \| Classement de l'étape \| Classement de l'étape \| Classement de l'étape \| Classement de l'étape \| Classement de l'étape \| \| Coureuse \| Coureuse \| Pays \| Équipe \| Temps \| \| --------------------- \| --------------------- \| --------------------- \| ---------------------------------- \| --------------------- \| \| 1re \| Ruth Edwards \| États-Unis \| États-Unis \| 3 h 41 min 52 s \| \| 2e \| Katarzyna Niewiadoma \| Pologne \| Canyon-SRAM Racing \| + 0 s \| \| 3e \| Mavi García \| Espagne \| Espagne \| + 0 s \| \| 4e \| Tayler Wiles \| États-Unis \| États-Unis \| + 7 s \| \| 5e \| Katie Hall \| États-Unis \| États-Unis \| + 15 s \| \| 6e \| Arlenis Sierra \| Cuba \| Astana Women's Team \| + 15 s \| \| 7e \| Sara Poidevin \| Canada \| Rally Cycling \| + 15 s \| \| 8e \| Olga Shekel \| Ukraine \| Ukraine \| + 15 s \| \| 9e \| Shara Gillow \| Australie \| FDJ-Nouvelle Aquitaine-Futuroscope \| + 15 s \| \| 10e \| Kathrin Hammes \| Allemagne \| Allemagne \| + 15 s \| |                      |            |                                    |                 |
| |                      |            |                                    |                 |
| Source : ProCyclingStats |                      |            |                                    |                 |
| Classement de l'étape |                      |            |                                    |                 |
| Coureuse | Coureuse             | Pays       | Équipe                             | Temps           |
| 1re | Ruth Edwards         | États-Unis | États-Unis                         | 3 h 41 min 52 s |
| 2e | Katarzyna Niewiadoma | Pologne    | Canyon-SRAM Racing                 | + 0 s           |
| 3e | Mavi García          | Espagne    | Espagne                            | + 0 s           |
| 4e | Tayler Wiles         | États-Unis | États-Unis                         | + 7 s           |
| 5e | Katie Hall           | États-Unis | États-Unis                         | + 15 s          |
| 6e | Arlenis Sierra       | Cuba       | Astana Women's Team                | + 15 s          |
| 7e | Sara Poidevin        | Canada     | Rally Cycling                      | + 15 s          |
| 8e | Olga Shekel          | Ukraine    | Ukraine                            | + 15 s          |
| 9e | Shara Gillow         | Australie  | FDJ-Nouvelle Aquitaine-Futuroscope | + 15 s          |
| 10e | Kathrin Hammes       | Allemagne  | Allemagne                          | + 15 s          |

| \| Classement général \| Classement général \| Classement général \| Classement général \| Classement général \| \| Coureuse \| Coureuse \| Pays \| Équipe \| Temps \| \| ------------------ \| -------------------- \| ------------------ \| ---------------------------------- \| ------------------ \| \| 1re \| Ruth Edwards \| États-Unis \| États-Unis \| 6 h 33 min 18 s \| \| 2e \| Katarzyna Niewiadoma \| Pologne \| Canyon-SRAM Racing \| + 0 s \| \| 3e \| Mavi García \| Espagne \| Espagne \| + 0 s \| \| 4e \| Tayler Wiles \| États-Unis \| États-Unis \| + 14 s \| \| 5e \| Arlenis Sierra \| Cuba \| Astana Women's Team \| + 15 s \| \| 6e \| Olga Shekel \| Ukraine \| Ukraine \| + 15 s \| \| 7e \| Shara Gillow \| Australie \| FDJ-Nouvelle Aquitaine-Futuroscope \| + 15 s \| \| 8e \| Sofie De Vuyst \| Belgique \| Belgique \| + 22 s \| \| 9e \| Hanna Nilsson \| Suède \| BTC City Ljubljana \| + 22 s \| \| 10e \| Katie Hall \| États-Unis \| États-Unis \| + 22 s \| |                      |            |                                    |                 |
| |                      |            |                                    |                 |
| Source : ProCyclingStats |                      |            |                                    |                 |
| Classement général |                      |            |                                    |                 |
| Coureuse | Coureuse             | Pays       | Équipe                             | Temps           |
| 1re | Ruth Edwards         | États-Unis | États-Unis                         | 6 h 33 min 18 s |
| 2e | Katarzyna Niewiadoma | Pologne    | Canyon-SRAM Racing                 | + 0 s           |
| 3e | Mavi García          | Espagne    | Espagne                            | + 0 s           |
| 4e | Tayler Wiles         | États-Unis | États-Unis                         | + 14 s          |
| 5e | Arlenis Sierra       | Cuba       | Astana Women's Team                | + 15 s          |
| 6e | Olga Shekel          | Ukraine    | Ukraine                            | + 15 s          |
| 7e | Shara Gillow         | Australie  | FDJ-Nouvelle Aquitaine-Futuroscope | + 15 s          |
| 8e | Sofie De Vuyst       | Belgique   | Belgique                           | + 22 s          |
| 9e | Hanna Nilsson        | Suède      | BTC City Ljubljana                 | + 22 s          |
| 10e | Katie Hall           | États-Unis | États-Unis                         | + 22 s          |

### 4eétape
Un groupe de six coureuses dont Maëlle Grossetête part en début d'étape. Kseniya Dobrynina remporte le premier sprint intermédiaire. À soixante kilomètres de l'arrivée, l'avance du groupe est de deux minutes quarante-cinq. Le peloton opère néanmoins la jonction à trente-cinq kilomètres de l'arrivée. Alice Cobb et Olga Shekel attaquent ensuite. Elles sont reprises à douze kilomètres du but. Dans l'ascension finale, un groupe de huit athlètes ouvre la route. Il est composé entre autres de : Eider Merino, Mavi Garcia, Ruth Winder, Katarzyna Niewiadoma, Sara Poidevin et Katie Hall. Cette dernière chute dans l'ascension. À six kilomètres du sommet, Mavi Garcia attaque ce qui fait lâcher Ruth Winder. Eider Merino rejoint ensuite sa coéquipière à l'avant. Dans le final, Eider Merino accélère pour s'imposer,,.
| \| Classement de l'étape \| Classement de l'étape \| Classement de l'étape \| Classement de l'étape \| Classement de l'étape \| \| Coureuse \| Coureuse \| Pays \| Équipe \| Temps \| \| --------------------- \| --------------------- \| --------------------- \| ---------------------------------- \| --------------------- \| \| 1re \| Eider Merino \| Espagne \| Espagne \| 3 h 39 min 33 s \| \| 2e \| Mavi García \| Espagne \| Espagne \| + 32 s \| \| 3e \| Sara Poidevin \| Canada \| Rally Cycling \| + 32 s \| \| 4e \| Katarzyna Niewiadoma \| Pologne \| Canyon-SRAM Racing \| + 40 s \| \| 5e \| Katie Hall \| États-Unis \| États-Unis \| + 1 min 30 s \| \| 6e \| Ruth Edwards \| États-Unis \| États-Unis \| + 2 min 29 s \| \| 7e \| Katrine Aalerud \| Norvège \| Norvège \| + 2 min 29 s \| \| 8e \| Erica Magnaldi \| Italie \| Bepink \| + 2 min 29 s \| \| 9e \| Shara Gillow \| Australie \| FDJ-Nouvelle Aquitaine-Futuroscope \| + 3 min 08 s \| \| 10e \| Lorena Llamas \| Espagne \| Espagne \| + 4 min 40 s \| |                      |            |                                    |                 |
| |                      |            |                                    |                 |
| Source : ProCyclingStats |                      |            |                                    |                 |
| Classement de l'étape |                      |            |                                    |                 |
| Coureuse | Coureuse             | Pays       | Équipe                             | Temps           |
| 1re | Eider Merino         | Espagne    | Espagne                            | 3 h 39 min 33 s |
| 2e | Mavi García          | Espagne    | Espagne                            | + 32 s          |
| 3e | Sara Poidevin        | Canada     | Rally Cycling                      | + 32 s          |
| 4e | Katarzyna Niewiadoma | Pologne    | Canyon-SRAM Racing                 | + 40 s          |
| 5e | Katie Hall           | États-Unis | États-Unis                         | + 1 min 30 s    |
| 6e | Ruth Edwards         | États-Unis | États-Unis                         | + 2 min 29 s    |
| 7e | Katrine Aalerud      | Norvège    | Norvège                            | + 2 min 29 s    |
| 8e | Erica Magnaldi       | Italie     | Bepink                             | + 2 min 29 s    |
| 9e | Shara Gillow         | Australie  | FDJ-Nouvelle Aquitaine-Futuroscope | + 3 min 08 s    |
| 10e | Lorena Llamas        | Espagne    | Espagne                            | + 4 min 40 s    |

| \| Classement général \| Classement général \| Classement général \| Classement général \| Classement général \| \| Coureuse \| Coureuse \| Pays \| Équipe \| Temps \| \| ------------------ \| -------------------- \| ------------------ \| ---------------------------------- \| ------------------ \| \| 1re \| Mavi García \| Espagne \| Espagne \| 10 h 13 min 23 s \| \| 2e \| Katarzyna Niewiadoma \| Pologne \| Canyon-SRAM Racing \| + 8 s \| \| 3e \| Eider Merino \| Espagne \| Espagne \| + 10 s \| \| 4e \| Sara Poidevin \| Canada \| Rally Cycling \| + 22 s \| \| 5e \| Katie Hall \| États-Unis \| États-Unis \| + 1 min 20 s \| \| 6e \| Ruth Edwards \| États-Unis \| États-Unis \| + 1 min 57 s \| \| 7e \| Erica Magnaldi \| Italie \| Bepink \| + 2 min 37 s \| \| 8e \| Katrine Aalerud \| Norvège \| Norvège \| + 2 min 39 s \| \| 9e \| Shara Gillow \| Australie \| FDJ-Nouvelle Aquitaine-Futuroscope \| + 2 min 51 s \| \| 10e \| Olga Shekel \| Ukraine \| Ukraine \| + 4 min 33 s \| |                      |            |                                    |                  |
| |                      |            |                                    |                  |
| Source : ProCyclingStats |                      |            |                                    |                  |
| Classement général |                      |            |                                    |                  |
| Coureuse | Coureuse             | Pays       | Équipe                             | Temps            |
| 1re | Mavi García          | Espagne    | Espagne                            | 10 h 13 min 23 s |
| 2e | Katarzyna Niewiadoma | Pologne    | Canyon-SRAM Racing                 | + 8 s            |
| 3e | Eider Merino         | Espagne    | Espagne                            | + 10 s           |
| 4e | Sara Poidevin        | Canada     | Rally Cycling                      | + 22 s           |
| 5e | Katie Hall           | États-Unis | États-Unis                         | + 1 min 20 s     |
| 6e | Ruth Edwards         | États-Unis | États-Unis                         | + 1 min 57 s     |
| 7e | Erica Magnaldi       | Italie     | Bepink                             | + 2 min 37 s     |
| 8e | Katrine Aalerud      | Norvège    | Norvège                            | + 2 min 39 s     |
| 9e | Shara Gillow         | Australie  | FDJ-Nouvelle Aquitaine-Futuroscope | + 2 min 51 s     |
| 10e | Olga Shekel          | Ukraine    | Ukraine                            | + 4 min 33 s     |

### 5eétape
Ksenyia Dobrynina attaque en début d'étape. Elle est reprise dans le col de la Sainte Colombe. Une échappée de six coureuses sort alors. Il y a là : Katrine Aalerud, Sofie de Vuyst, Kathrin Hammes, Alexis Ryan, Janneke Ensing et Erica Magnaldi. Leur avance atteint une minute trente au pied de la côte de Mende. Au sommet, Katrine Aalerud et Erica Magnaldi ont distancé leurs compagnons de fuite. Un groupe de poursuite se forme avec entre autrss Ruth Winder et Katarzyna Niewiadoma. Tout se joue dans le dernier kilomètre, Katarzyna Niewiadoma s'impose devant Mavi Garcia,.
| \| Classement de l'étape \| Classement de l'étape \| Classement de l'étape \| Classement de l'étape \| Classement de l'étape \| \| Coureuse \| Coureuse \| Pays \| Équipe \| Temps \| \| --------------------- \| --------------------- \| --------------------- \| ---------------------------------- \| --------------------- \| \| 1re \| Katarzyna Niewiadoma \| Pologne \| Canyon-SRAM Racing \| 4 h 12 min 06 s \| \| 2e \| Mavi García \| Espagne \| Espagne \| + 3 s \| \| 3e \| Katie Hall \| États-Unis \| États-Unis \| + 9 s \| \| 4e \| Arlenis Sierra \| Cuba \| Astana Women's Team \| + 13 s \| \| 5e \| Ruth Edwards \| États-Unis \| Sunweb \| + 18 s \| \| 6e \| Sara Poidevin \| Canada \| Rally Cycling \| + 18 s \| \| 7e \| Erica Magnaldi \| Italie \| Bepink \| + 18 s \| \| 8e \| Shara Gillow \| Australie \| FDJ-Nouvelle Aquitaine-Futuroscope \| + 18 s \| \| 9e \| Hanna Nilsson \| Suède \| BTC City Ljubljana \| + 26 s \| \| 10e \| Eider Merino \| Espagne \| Movistar Team \| + 26 s \| |                      |            |                                    |                 |
| |                      |            |                                    |                 |
| Source : ProCyclingStats |                      |            |                                    |                 |
| Classement de l'étape |                      |            |                                    |                 |
| Coureuse | Coureuse             | Pays       | Équipe                             | Temps           |
| 1re | Katarzyna Niewiadoma | Pologne    | Canyon-SRAM Racing                 | 4 h 12 min 06 s |
| 2e | Mavi García          | Espagne    | Espagne                            | + 3 s           |
| 3e | Katie Hall           | États-Unis | États-Unis                         | + 9 s           |
| 4e | Arlenis Sierra       | Cuba       | Astana Women's Team                | + 13 s          |
| 5e | Ruth Edwards         | États-Unis | Sunweb                             | + 18 s          |
| 6e | Sara Poidevin        | Canada     | Rally Cycling                      | + 18 s          |
| 7e | Erica Magnaldi       | Italie     | Bepink                             | + 18 s          |
| 8e | Shara Gillow         | Australie  | FDJ-Nouvelle Aquitaine-Futuroscope | + 18 s          |
| 9e | Hanna Nilsson        | Suède      | BTC City Ljubljana                 | + 26 s          |
| 10e | Eider Merino         | Espagne    | Movistar Team                      | + 26 s          |

| \| Classement général \| Classement général \| Classement général \| Classement général \| Classement général \| \| Coureuse \| Coureuse \| Pays \| Équipe \| Temps \| \| ------------------ \| -------------------- \| ------------------ \| ---------------------------------- \| ------------------ \| \| 1re \| Mavi García \| Espagne \| Espagne \| 14 h 25 min 32 s \| \| 2e \| Katarzyna Niewiadoma \| Pologne \| Canyon-SRAM Racing \| + 5 s \| \| 3e \| Eider Merino \| Espagne \| Espagne \| + 33 s \| \| 4e \| Sara Poidevin \| Canada \| Rally Cycling \| + 37 s \| \| 5e \| Katie Hall \| États-Unis \| États-Unis \| + 1 min 26 s \| \| 6e \| Ruth Edwards \| États-Unis \| États-Unis \| + 2 min 12 s \| \| 7e \| Erica Magnaldi \| Italie \| Bepink \| + 2 min 52 s \| \| 8e \| Shara Gillow \| Australie \| FDJ-Nouvelle Aquitaine-Futuroscope \| + 3 min 06 s \| \| 9e \| Katrine Aalerud \| Norvège \| Norvège \| + 3 min 23 s \| \| 10e \| Olga Shekel \| Ukraine \| Ukraine \| + 5 min 04 s \| |                      |            |                                    |                  |
| |                      |            |                                    |                  |
| Source : ProCyclingStats |                      |            |                                    |                  |
| Classement général |                      |            |                                    |                  |
| Coureuse | Coureuse             | Pays       | Équipe                             | Temps            |
| 1re | Mavi García          | Espagne    | Espagne                            | 14 h 25 min 32 s |
| 2e | Katarzyna Niewiadoma | Pologne    | Canyon-SRAM Racing                 | + 5 s            |
| 3e | Eider Merino         | Espagne    | Espagne                            | + 33 s           |
| 4e | Sara Poidevin        | Canada     | Rally Cycling                      | + 37 s           |
| 5e | Katie Hall           | États-Unis | États-Unis                         | + 1 min 26 s     |
| 6e | Ruth Edwards         | États-Unis | États-Unis                         | + 2 min 12 s     |
| 7e | Erica Magnaldi       | Italie     | Bepink                             | + 2 min 52 s     |
| 8e | Shara Gillow         | Australie  | FDJ-Nouvelle Aquitaine-Futuroscope | + 3 min 06 s     |
| 9e | Katrine Aalerud      | Norvège    | Norvège                            | + 3 min 23 s     |
| 10e | Olga Shekel          | Ukraine    | Ukraine                            | + 5 min 04 s     |

### 6eétape
Eyeru Tesfoam attaque la première. Elle a une avance allant jusqu'à une minute trente-cinq sur un groupe de chasse constitué de : Ingrid Lorvik et Alice Cobb, ainsi que deux minutes quarante sur le peloton. Après quarante kilomètres d'échappée, ces avances sont respectivement de une minute cinquante-cinq et quatre minutes. Le peloton lance alors la poursuite sous l'impulsion de Tayler Wiles. Cela y provoque une sélection. Les deux coureuses intercalées sont reprises dans le col des Boutieres. À Aleyrac, l'Ethiopienne est reprise par un Katarzyna Niewiadoma, accompagnée de Mavi Garcia et Katie Hall. À vingt kilomètres de l'arrivée, le peloton est groupé. Sofie de Vuyst part avec Alison Jackson, mais la coopération est mauvaise. Dans une descente, Katarzyna Niewiadoma accélère avec Katie Hall alors que Mavi Garcia chute. Ruth Winder part ensuite, suivie de Katarzyna Niewiadoma. L'Américaine passe la ligne en première, mais la Polonaise endosse le maillot rose,.
| \| Classement de l'étape \| Classement de l'étape \| Classement de l'étape \| Classement de l'étape \| Classement de l'étape \| \| Coureuse \| Coureuse \| Pays \| Équipe \| Temps \| \| --------------------- \| --------------------- \| --------------------- \| ---------------------------------- \| --------------------- \| \| 1re \| Ruth Edwards \| États-Unis \| États-Unis \| 3 h 17 min 27 s \| \| 2e \| Katarzyna Niewiadoma \| Pologne \| Canyon-SRAM Racing \| + 0 s \| \| 3e \| Greta Richioud \| France \| FDJ-Nouvelle Aquitaine-Futuroscope \| + 46 s \| \| 4e \| Elena Pirrone \| Italie \| Astana Women's Team \| + 46 s \| \| 5e \| Demi Vollering \| Pays-Bas \| Swaboladies.nl \| + 46 s \| \| 6e \| Erica Magnaldi \| Italie \| Bepink \| + 46 s \| \| 7e \| Arlenis Sierra \| Cuba \| Astana Women's Team \| + 46 s \| \| 8e \| Stine Borgli \| Norvège \| Norvège \| + 46 s \| \| 9e \| Julie Van de Velde \| Belgique \| Belgique \| + 46 s \| \| 10e \| Katrine Aalerud \| Norvège \| Norvège \| + 46 s \| |                      |            |                                    |                 |
| |                      |            |                                    |                 |
| Source : ProCyclingStats |                      |            |                                    |                 |
| Classement de l'étape |                      |            |                                    |                 |
| Coureuse | Coureuse             | Pays       | Équipe                             | Temps           |
| 1re | Ruth Edwards         | États-Unis | États-Unis                         | 3 h 17 min 27 s |
| 2e | Katarzyna Niewiadoma | Pologne    | Canyon-SRAM Racing                 | + 0 s           |
| 3e | Greta Richioud       | France     | FDJ-Nouvelle Aquitaine-Futuroscope | + 46 s          |
| 4e | Elena Pirrone        | Italie     | Astana Women's Team                | + 46 s          |
| 5e | Demi Vollering       | Pays-Bas   | Swaboladies.nl                     | + 46 s          |
| 6e | Erica Magnaldi       | Italie     | Bepink                             | + 46 s          |
| 7e | Arlenis Sierra       | Cuba       | Astana Women's Team                | + 46 s          |
| 8e | Stine Borgli         | Norvège    | Norvège                            | + 46 s          |
| 9e | Julie Van de Velde   | Belgique   | Belgique                           | + 46 s          |
| 10e | Katrine Aalerud      | Norvège    | Norvège                            | + 46 s          |

| \| Classement général \| Classement général \| Classement général \| Classement général \| Classement général \| \| Coureuse \| Coureuse \| Pays \| Équipe \| Temps \| \| ------------------ \| -------------------- \| ------------------ \| ---------------------------------- \| ------------------ \| \| 1re \| Katarzyna Niewiadoma \| Pologne \| Canyon-SRAM Racing \| 17 h 43 min 04 s \| \| 2e \| Mavi García \| Espagne \| Espagne \| + 41 s \| \| 3e \| Eider Merino \| Espagne \| Espagne \| + 1 min 14 s \| \| 4e \| Sara Poidevin \| Canada \| Rally Cycling \| + 1 min 18 s \| \| 5e \| Ruth Edwards \| États-Unis \| Sunweb \| + 2 min 07 s \| \| 6e \| Katie Hall \| États-Unis \| États-Unis \| + 2 min 07 s \| \| 7e \| Erica Magnaldi \| Italie \| Bepink \| + 3 min 33 s \| \| 8e \| Shara Gillow \| Australie \| FDJ-Nouvelle Aquitaine-Futuroscope \| + 3 min 47 s \| \| 9e \| Katrine Aalerud \| Norvège \| Norvège \| + 4 min 04 s \| \| 10e \| Olga Shekel \| Ukraine \| Ukraine \| + 5 min 45 s \| |                      |            |                                    |                  |
| |                      |            |                                    |                  |
| Source : ProCyclingStats |                      |            |                                    |                  |
| Classement général |                      |            |                                    |                  |
| Coureuse | Coureuse             | Pays       | Équipe                             | Temps            |
| 1re | Katarzyna Niewiadoma | Pologne    | Canyon-SRAM Racing                 | 17 h 43 min 04 s |
| 2e | Mavi García          | Espagne    | Espagne                            | + 41 s           |
| 3e | Eider Merino         | Espagne    | Espagne                            | + 1 min 14 s     |
| 4e | Sara Poidevin        | Canada     | Rally Cycling                      | + 1 min 18 s     |
| 5e | Ruth Edwards         | États-Unis | Sunweb                             | + 2 min 07 s     |
| 6e | Katie Hall           | États-Unis | États-Unis                         | + 2 min 07 s     |
| 7e | Erica Magnaldi       | Italie     | Bepink                             | + 3 min 33 s     |
| 8e | Shara Gillow         | Australie  | FDJ-Nouvelle Aquitaine-Futuroscope | + 3 min 47 s     |
| 9e | Katrine Aalerud      | Norvège    | Norvège                            | + 4 min 04 s     |
| 10e | Olga Shekel          | Ukraine    | Ukraine                            | + 5 min 45 s     |

### 7eétape
Une échappée de six coureuses sort dès le début d'étape. Elle est renforcée ensuite par neuf autres coureuses dont Erica Magnaldi. Elle est longtemps maillot rose virtuelle durant la journée. Elle passe également en tête au col de Fontenelle. L'avance fond toutefois et est d'une minute à trois kilomètres de l'arrivée. Dans ces derniers kilomètres, Lorena Llamas Garcia et Erica Magnaldi prennent quelques mètres d'avance. Erica Magnaldi remporte ce sprint à deux. Il n'y a pas de changement au classement général,,.
| \| Classement de l'étape \| Classement de l'étape \| Classement de l'étape \| Classement de l'étape \| Classement de l'étape \| \| Coureuse \| Coureuse \| Pays \| Équipe \| Temps \| \| --------------------- \| --------------------- \| --------------------- \| --------------------- \| --------------------- \| \| 1re \| Erica Magnaldi \| Italie \| Bepink \| 2 h 43 min 52 s \| \| 2e \| Sofie De Vuyst \| Belgique \| Belgique \| + 0 s \| \| 3e \| Kathrin Hammes \| Allemagne \| Allemagne \| + 3 s \| \| 4e \| Omer Shapira \| Israël \| Israël \| + 5 s \| \| 5e \| Nina Buysman \| Pays-Bas \| Pays-Bas \| + 5 s \| \| 6e \| Julie Van de Velde \| Belgique \| Belgique \| + 8 s \| \| 7e \| Ingrid Lorvik \| Norvège \| Norvège \| + 8 s \| \| 8e \| Lorena Llamas \| Espagne \| Espagne \| + 17 s \| \| 9e \| Arlenis Sierra \| Cuba \| Astana Women's Team \| + 37 s \| \| 10e \| Demi Vollering \| Pays-Bas \| Swaboladies.nl \| + 37 s \| |                    |           |                     |                 |
| |                    |           |                     |                 |
| Source : ProCyclingStats |                    |           |                     |                 |
| Classement de l'étape |                    |           |                     |                 |
| Coureuse | Coureuse           | Pays      | Équipe              | Temps           |
| 1re | Erica Magnaldi     | Italie    | Bepink              | 2 h 43 min 52 s |
| 2e | Sofie De Vuyst     | Belgique  | Belgique            | + 0 s           |
| 3e | Kathrin Hammes     | Allemagne | Allemagne           | + 3 s           |
| 4e | Omer Shapira       | Israël    | Israël              | + 5 s           |
| 5e | Nina Buysman       | Pays-Bas  | Pays-Bas            | + 5 s           |
| 6e | Julie Van de Velde | Belgique  | Belgique            | + 8 s           |
| 7e | Ingrid Lorvik      | Norvège   | Norvège             | + 8 s           |
| 8e | Lorena Llamas      | Espagne   | Espagne             | + 17 s          |
| 9e | Arlenis Sierra     | Cuba      | Astana Women's Team | + 37 s          |
| 10e | Demi Vollering     | Pays-Bas  | Swaboladies.nl      | + 37 s          |

## Classements finals

### Classement général final
| \| Classement général \| Classement général \| Classement général \| Classement général \| Classement général \| \| Coureuse \| Coureuse \| Pays \| Équipe \| Temps \| \| ------------------ \| -------------------- \| ------------------ \| ------------------ \| ------------------ \| \| 1re \| Katarzyna Niewiadoma \| Pologne \| Canyon-SRAM Racing \| 20 h 27 min 33 s \| \| 2e \| Mavi García \| Espagne \| Espagne \| + 1 min 28 s \| \| 3e \| Eider Merino \| Espagne \| Espagne \| + 1 min 47 s \| \| 4e \| Ruth Edwards \| États-Unis \| États-Unis \| + 2 min 07 s \| \| 5e \| Katie Hall \| États-Unis \| États-Unis \| + 2 min 39 s \| \| 6e \| Sara Poidevin \| Canada \| Rally Cycling \| + 2 min 49 s \| \| 7e \| Erica Magnaldi \| Italie \| Bepink \| + 2 min 56 s \| \| 8e \| Sofie De Vuyst \| Belgique \| Belgique \| + 5 min 17 s \| \| 9e \| Katrine Aalerud \| Norvège \| Norvège \| + 5 min 22 s \| \| 10e \| Hanna Nilsson \| Suède \| BTC City Ljubljana \| + 6 min 13 s \| |                      |            |                    |                  |
| |                      |            |                    |                  |
| |                      |            |                    |                  |
| Classement général |                      |            |                    |                  |
| Coureuse | Coureuse             | Pays       | Équipe             | Temps            |
| 1re | Katarzyna Niewiadoma | Pologne    | Canyon-SRAM Racing | 20 h 27 min 33 s |
| 2e | Mavi García          | Espagne    | Espagne            | + 1 min 28 s     |
| 3e | Eider Merino         | Espagne    | Espagne            | + 1 min 47 s     |
| 4e | Ruth Edwards         | États-Unis | États-Unis         | + 2 min 07 s     |
| 5e | Katie Hall           | États-Unis | États-Unis         | + 2 min 39 s     |
| 6e | Sara Poidevin        | Canada     | Rally Cycling      | + 2 min 49 s     |
| 7e | Erica Magnaldi       | Italie     | Bepink             | + 2 min 56 s     |
| 8e | Sofie De Vuyst       | Belgique   | Belgique           | + 5 min 17 s     |
| 9e | Katrine Aalerud      | Norvège    | Norvège            | + 5 min 22 s     |
| 10e | Hanna Nilsson        | Suède      | BTC City Ljubljana | + 6 min 13 s     |

### Points UCI
| Position           | 1er | 2e | 3e | 4e | 5e | 6e | 7e | 8e | 9e | 10e | 11e | 12e | 13e à 15e | 16e à 25e |
| Classement général | 125 | 85 | 70 | 60 | 50 | 40 | 35 | 30 | 25 | 20  | 15  | 10  | 5         | 3         |
| Par étape          | 16  | 12 | 8  | 6  | 5  | 4  | 3  | 2  |    |     |     |     |           |           |
| Leader, par étape  | 3   |    |    |    |    |    |    |    |    |     |     |     |           |           |

### Classements annexes
| Classement par points | Classement par points | Classement par points | Classement par points     | Classement par points |
| Coureuse              | Coureuse              | Pays                  | Équipe                    | Points                |
| --------------------- | --------------------- | --------------------- | ------------------------- | --------------------- |
| 1re                   | Ruth Edwards          | États-Unis            | États-Unis                | 51 pts                |
| 2e                    | Arlenis Sierra        | Cuba                  | Astana Women's Team       | 43 pts                |
| 3e                    | Katarzyna Niewiadoma  | Pologne               | Canyon-SRAM Racing        | 42 pts                |
| 4e                    | Mavi García           | Espagne               | Espagne                   | 28 pts                |
| 5e                    | Erica Magnaldi        | Italie                | Bepink                    | 27 pts                |
| 6e                    | Alexis Magner         | États-Unis            | Canyon-SRAM Racing        | 25 pts                |
| 7e                    | Katie Hall            | États-Unis            | États-Unis                | 20 pts                |
| 8e                    | Sara Poidevin         | Canada                | Rally Cycling             | 17 pts                |
| 9e                    | Eider Merino          | Espagne               | Movistar Team             | 16 pts                |
| 10e                   | Alison Jackson        | Canada                | Tibco-Silicon Valley Bank | 15 pts                |

| Classement par points | Classement par points | Classement par points | Classement par points     | Classement par points |
| Coureuse              | Coureuse              | Pays                  | Équipe                    | Points                |
| --------------------- | --------------------- | --------------------- | ------------------------- | --------------------- |
| 1re                   | Ruth Edwards          | États-Unis            | États-Unis                | 51 pts                |
| 2e                    | Arlenis Sierra        | Cuba                  | Astana Women's Team       | 43 pts                |
| 3e                    | Katarzyna Niewiadoma  | Pologne               | Canyon-SRAM Racing        | 42 pts                |
| 4e                    | Mavi García           | Espagne               | Espagne                   | 28 pts                |
| 5e                    | Erica Magnaldi        | Italie                | Bepink                    | 27 pts                |
| 6e                    | Alexis Magner         | États-Unis            | Canyon-SRAM Racing        | 25 pts                |
| 7e                    | Katie Hall            | États-Unis            | États-Unis                | 20 pts                |
| 8e                    | Sara Poidevin         | Canada                | Rally Cycling             | 17 pts                |
| 9e                    | Eider Merino          | Espagne               | Movistar Team             | 16 pts                |
| 10e                   | Alison Jackson        | Canada                | Tibco-Silicon Valley Bank | 15 pts                |

| Classement de la montagne | Classement de la montagne | Classement de la montagne | Classement de la montagne | Classement de la montagne |
| Coureuse                  | Coureuse                  | Pays                      | Équipe                    | Points                    |
| ------------------------- | ------------------------- | ------------------------- | ------------------------- | ------------------------- |
| 1re                       | Katarzyna Niewiadoma      | Pologne                   | Canyon-SRAM Racing        | 68 pts                    |
| 2e                        | Erica Magnaldi            | Italie                    | Bepink                    | 52 pts                    |
| 3e                        | Mavi García               | Espagne                   | Espagne                   | 41 pts                    |

| Classement de la montagne | Classement de la montagne | Classement de la montagne | Classement de la montagne | Classement de la montagne |
| Coureuse                  | Coureuse                  | Pays                      | Équipe                    | Points                    |
| ------------------------- | ------------------------- | ------------------------- | ------------------------- | ------------------------- |
| 1re                       | Katarzyna Niewiadoma      | Pologne                   | Canyon-SRAM Racing        | 68 pts                    |
| 2e                        | Erica Magnaldi            | Italie                    | Bepink                    | 52 pts                    |
| 3e                        | Mavi García               | Espagne                   | Espagne                   | 41 pts                    |

| Classement du meilleur jeune | Classement du meilleur jeune | Classement du meilleur jeune | Classement du meilleur jeune       | Classement du meilleur jeune |
| Coureuse                     | Coureuse                     | Pays                         | Équipe                             | Temps                        |
| ---------------------------- | ---------------------------- | ---------------------------- | ---------------------------------- | ---------------------------- |
| 1re                          | Sara Poidevin                | Canada                       | Rally Cycling                      | 20 h 30 min 22 s             |
| 2e                           | Paula Patiño                 | Colombie                     | Centre mondial du cyclisme         | + 5 min 16 s                 |
| 3e                           | Demi Vollering               | Pays-Bas                     | Swaboladies.nl                     | + 10 min 05 s                |
| 4e                           | Évita Muzic                  | France                       | FDJ-Nouvelle Aquitaine-Futuroscope | + 17 min 31 s                |
| 5e                           | Grace Anderson               | Nouvelle-Zélande             | Team Illuminate                    | + 17 min 43 s                |
| 6e                           | Nina Buysman                 | Pays-Bas                     | Pays-Bas                           | + 18 min 53 s                |
| 7e                           | Elena Pirrone                | Italie                       | Astana Women's Team                | + 25 min 02 s                |
| 8e                           | Victorie Guilman             | France                       | FDJ-Nouvelle Aquitaine-Futuroscope | + 34 min 17 s                |
| 9e                           | Mikayla Harvey               | Nouvelle-Zélande             | Team Illuminate                    | + 36 min 24 s                |
| 10e                          | Agua Marina Espínola         | Paraguay                     | Cogeas-Mettler Pro Cycling Team    | + 42 min 10 s                |

| Classement du meilleur jeune | Classement du meilleur jeune | Classement du meilleur jeune | Classement du meilleur jeune       | Classement du meilleur jeune |
| Coureuse                     | Coureuse                     | Pays                         | Équipe                             | Temps                        |
| ---------------------------- | ---------------------------- | ---------------------------- | ---------------------------------- | ---------------------------- |
| 1re                          | Sara Poidevin                | Canada                       | Rally Cycling                      | 20 h 30 min 22 s             |
| 2e                           | Paula Patiño                 | Colombie                     | Centre mondial du cyclisme         | + 5 min 16 s                 |
| 3e                           | Demi Vollering               | Pays-Bas                     | Swaboladies.nl                     | + 10 min 05 s                |
| 4e                           | Évita Muzic                  | France                       | FDJ-Nouvelle Aquitaine-Futuroscope | + 17 min 31 s                |
| 5e                           | Grace Anderson               | Nouvelle-Zélande             | Team Illuminate                    | + 17 min 43 s                |
| 6e                           | Nina Buysman                 | Pays-Bas                     | Pays-Bas                           | + 18 min 53 s                |
| 7e                           | Elena Pirrone                | Italie                       | Astana Women's Team                | + 25 min 02 s                |
| 8e                           | Victorie Guilman             | France                       | FDJ-Nouvelle Aquitaine-Futuroscope | + 34 min 17 s                |
| 9e                           | Mikayla Harvey               | Nouvelle-Zélande             | Team Illuminate                    | + 36 min 24 s                |
| 10e                          | Agua Marina Espínola         | Paraguay                     | Cogeas-Mettler Pro Cycling Team    | + 42 min 10 s                |

| Classement des sprints | Classement des sprints | Classement des sprints | Classement des sprints                | Classement des sprints |
| Coureuse               | Coureuse               | Pays                   | Équipe                                | Points                 |
| ---------------------- | ---------------------- | ---------------------- | ------------------------------------- | ---------------------- |
| 1re                    | Kseniya Dobrynina      | Russie                 | Servetto-Stradalli Cycle-Alurecycling | 28 pts                 |
| 2e                     | Tanja Erath            | Allemagne              | Canyon-SRAM Racing                    | 26 pts                 |
| 3e                     | Melissa van Neck       | Tchéquie               | Team Dukla Praha                      | 25 pts                 |

| Classement des sprints | Classement des sprints | Classement des sprints | Classement des sprints                | Classement des sprints |
| Coureuse               | Coureuse               | Pays                   | Équipe                                | Points                 |
| ---------------------- | ---------------------- | ---------------------- | ------------------------------------- | ---------------------- |
| 1re                    | Kseniya Dobrynina      | Russie                 | Servetto-Stradalli Cycle-Alurecycling | 28 pts                 |
| 2e                     | Tanja Erath            | Allemagne              | Canyon-SRAM Racing                    | 26 pts                 |
| 3e                     | Melissa van Neck       | Tchéquie               | Team Dukla Praha                      | 25 pts                 |

| Classement par équipes | Classement par équipes | Classement par équipes | Classement par équipes |
| Équipe                 | Équipe                 | Pays                   | Temps                  |
| ---------------------- | ---------------------- | ---------------------- | ---------------------- |
| 1re                    | Espagne                | Espagne                | 61 h 53 min 46 s       |
| 2e                     | Belgique               | Belgique               | + 2 min 56 s           |
| 3e                     | États-Unis             | États-Unis             | + 8 min 51 s           |

| Classement par équipes | Classement par équipes | Classement par équipes | Classement par équipes |
| Équipe                 | Équipe                 | Pays                   | Temps                  |
| ---------------------- | ---------------------- | ---------------------- | ---------------------- |
| 1re                    | Espagne                | Espagne                | 61 h 53 min 46 s       |
| 2e                     | Belgique               | Belgique               | + 2 min 56 s           |
| 3e                     | États-Unis             | États-Unis             | + 8 min 51 s           |

## Évolution des classements
| Étape              | Vainqueur            | Classement général   | Classement par points | Classement de la montagne | Classement du meilleur jeune | Classement des rushs | Classement du combiné | Classement par équipes     |
| ------------------ | -------------------- | -------------------- | --------------------- | ------------------------- | ---------------------------- | -------------------- | --------------------- | -------------------------- |
| 1                  | Alexis Ryan          | Alexis Ryan          | Alexis Ryan           | Alison Jackson            | Susanne Andersen             | Tanja Erath          |                       |                            |
| 2                  | Arlenis Sierra       | Arlenis Sierra       | Arlenis Sierra        | Heidi Franz               | Susanne Andersen             | Melissa van Neck     | Kseniya Dobrynina     | Centre mondial du cyclisme |
| 3                  | Ruth Winder          | Ruth Winder          | Arlenis Sierra        | Katarzyna Niewiadoma      | Sara Poidevin                | Melissa van Neck     | Katarzyna Niewiadoma  | États-Unis                 |
| 4                  | Eider Merino         | Mavi Garcia          | Ruth Winder           | Katarzyna Niewiadoma      | Sara Poidevin                | Tanja Erath          | Katarzyna Niewiadoma  | Espagne                    |
| 5                  | Katarzyna Niewiadoma | Mavi Garcia          | Arlenis Sierra        | Katarzyna Niewiadoma      | Sara Poidevin                | Melissa van Neck     | Katarzyna Niewiadoma  | Espagne                    |
| 6                  | Ruth Winder          | Katarzyna Niewiadoma | Ruth Winder           | Katarzyna Niewiadoma      | Sara Poidevin                | Tanja Erath          | Katarzyna Niewiadoma  | Espagne                    |
| 7                  | Erica Magnaldi       | Katarzyna Niewiadoma | Ruth Winder           | Katarzyna Niewiadoma      | Sara Poidevin                | Kseniya Dobrynina    | Katarzyna Niewiadoma  | Espagne                    |
| Classements finals | Classements finals   | Katarzyna Niewiadoma | Ruth Winder           | Katarzyna Niewiadoma      | Sara Poidevin                | Kseniya Dobrynina    | Katarzyna Niewiadoma  | Espagne                    |

## Liste des participantes
| Légende                                | Légende                                                                                              | Légende                          | Légende |
| -------------------------------------- | --- | -------------------------------- | --- |
| Num                                    | Dossard de départ porté par la coureuse sur ce Tour cycliste féminin international de l'Ardèche      | Pos                              | Position finale au classement général                                                                           |
| Leader du classement général           | Indique la vainqueur du classement général                                                           | Leader du classement par points  | Indique la vainqueur du classement par points                                                                   |
| Leader du classement de la montagne    | Indique la vainqueur du classement de la montagne                                                    | Leader du classement des sprints | Indique la vainqueur du classement des sprints                                                                  |
| Leader du classement du meilleur jeune | Indique la vainqueur du classement de la meilleure jeune                                             |                                  | Indique un maillot de champion national ou mondial, suivi de sa spécialité                                      |
| #                                      | Indique la meilleure équipe                                                                          | NP                               | Indique une coureuse qui n'a pas pris le départ d'une étape, suivi du numéro de l'étape où elle s'est retirée   |
| AB                                     | Indique une coureuse qui n'a pas terminé une étape, suivi du numéro de l'étape où elle s'est retirée | HD                               | Indique un coureuse qui a terminé une étape hors des délais, suivi du numéro de l'étape                         |
| DSQ                                    | Indique un coureur qui a été disqualifié de la course, suivi du numéro de l'étape                    | *                                | Indique un coureuse en lice pour le classement de la meilleure jeune (coureuses nées après le 1er janvier 1997) |

| Russie RUS | Russie RUS          | Russie RUS |
| ---------- | ------------------- | ---------- |
| Num        | Coureuse            | Pos        |
| 1          | Polina Kirillova    | 78e        |
| 2          | Galina Tchernychova | 73e        |
| 3          | Gyunel Mekhtieva    | 92e        |
| 4          | Marina Likhanova    | 61e        |
| 5          | Karina Kasenova     | 97e        |
| 6          | Seda Krylova        | AB-5       |

| Norvège NOR | Norvège NOR        | Norvège NOR |
| ----------- | ------------------ | ----------- |
| Num         | Coureuse           | Pos         |
| 21          | Katrine Aalerud    | 9e          |
| 22          | Susanne Andersen   | 95e         |
| 23          | Stine Borgli       | 29e         |
| 24          | Vita Heine (route) | 64e         |
| 25          | Ingrid Lorvik      | 39e         |
| 26          | Karina Birkenes    | 98e         |

| Belgique BEL | Belgique BEL        | Belgique BEL |
| ------------ | ------------------- | ------------ |
| Num          | Coureuse            | Pos          |
| 31           | Valerie Demey       | 74e          |
| 32           | Sofie De Vuyst      | 8e           |
| 33           | Kaat Hannes         | 69e          |
| 34           | Githa Michiels      | 26e          |
| 35           | Kelly Van den Steen | 24e          |
| 36           | Julie Van de Velde  | 17e          |

| Espagne ESP | Espagne ESP          | Espagne ESP |
| ----------- | -------------------- | ----------- |
| Num         | Coureuse             | Pos         |
| 41          | Mavi García          | 2e          |
| 42          | Lorena Llamas        | 31e         |
| 43          | Cristina Martínez    | 76e         |
| 44          | Eider Merino (route) | 3e          |
| 45          | Nerea Nuno Iglesias  | 103e        |
| 46          | Aida Nuño Palacio    | 63e         |

| États-Unis USA | États-Unis USA | États-Unis USA |
| -------------- | -------------- | -------------- |
| Num            | Coureuse       | Pos            |
| 51             | Katie Hall     | 5e             |
| 52             | Leah Thomas    | 34e            |
| 53             | Ruth Edwards   | 4e             |
| 54             | Tayler Wiles   | AB-7           |
| 55             | Margot Clyne   | 90e            |
| 56             | Janelle Cole   | AB-5           |

| Ukraine UKR | Ukraine UKR         | Ukraine UKR |
| ----------- | ------------------- | ----------- |
| Num         | Coureuse            | Pos         |
| 61          | Valeriya Kononenko  | 86e         |
| 62          | Marina Ivanyuk      | 65e         |
| 63          | Olena Sharga        | 58e         |
| 64          | Iryna Semenova      | 83e         |
| 65          | Tetyana Riabchenko  | 38e         |
| 66          | Olga Shekel (route) | 15e         |

| Israël ISR | Israël ISR    | Israël ISR |
| ---------- | ------------- | ---------- |
| Num        | Coureuse      | Pos        |
| 71         | Roni Fishman  | 94e        |
| 72         | Omer Shapira  | 19e        |
| 73         | Miriam Bar-on | 101e       |
| 74         | Avital Gez    | 106e       |
| 75         | Gali Weinberg | 105e       |
| 76         | Amit Moran    | 107e       |

| Autriche AUT | Autriche AUT          | Autriche AUT |
| ------------ | --------------------- | ------------ |
| Num          | Coureuse              | Pos          |
| 81           | Sylvia Gehnböck       | 59e          |
| 82           | Annina Jenal          | NP-5         |
| 83           | Hannah Gruber-Stadler | 71e          |
| 84           | Martina Ritter        | NP-6         |
| 86           | Angelika Tazreiter    | 20e          |

| Allemagne GER | Allemagne GER       | Allemagne GER |
| ------------- | ------------------- | ------------- |
| Num           | Coureuse            | Pos           |
| 101           | Jacqueline Dietrich | 81e           |
| 102           | Kathrin Hammes      | 12e           |
| 103           | Tina Schulz         | AB-6          |
| 104           | Eva Luca            | AB-5          |
| 105           | Carolin Schiff      | 62e           |
| 106           | Beate Zanner        | 45e           |

| Pays-Bas NED | Pays-Bas NED      | Pays-Bas NED |
| ------------ | ----------------- | ------------ |
| Num          | Coureuse          | Pos          |
| 111          | Belle De Gast     | 91e          |
| 112          | Nina Buysman      | 23e          |
| 113          | Esther van Veen   | 70e          |
| 114          | Sabrina Stultiens | NP-1         |
| 115          | Janneke Ensing    | NP-7         |
| 116          | Eva Buurman       | 44e          |

| BTC City Ljubljana BTC | BTC City Ljubljana BTC | BTC City Ljubljana BTC |
| ---------------------- | ---------------------- | ---------------------- |
| Num                    | Coureuse               | Pos                    |
| 131                    | Tanja Elsner (SLO)     | 100e                   |
| 132                    | Urška Žigart (SLO)     | 55e                    |
| 133                    | Urša Pintar (SLO)      | 48e                    |
| 134                    | Mia Radotić (CRO)      | AB-5                   |
| 136                    | Hanna Nilsson (SWE)    | 10e                    |

| Centre mondial du cyclisme WCC | Centre mondial du cyclisme WCC | Centre mondial du cyclisme WCC |
| ------------------------------ | ------------------------------ | ------------------------------ |
| Num                            | Coureuse                       | Pos                            |
| 141                            | Teniel Campbell (TTO)          | 85e                            |
| 142                            | Agua Marina Espínola (PAR)     | 40e                            |
| 143                            | Eyeru Tesfoam Gebru (ETH)      | 47e                            |
| 144                            | Nguyễn Thị Thật (VIE)          | AB-6                           |
| 145                            | Paula Patiño (COL)             | 14e                            |
| 146                            | Anabel Yapura (ARG)            | 51e                            |

| Bepink BPK | Bepink BPK             | Bepink BPK |
| ---------- | ---------------------- | ---------- |
| Num        | Coureuse               | Pos        |
| 151        | Tatiana Guderzo (ITA)  | 27e        |
| 152        | Erica Magnaldi (ITA)   | 7e         |
| 153        | Silvia Valsecchi (ITA) | 52e        |
| 154        | Katia Ragusa (ITA)     | AB-3       |
| 155        | Letizia Borghesi (ITA) | AB-5       |
| 156        | Tereza Medvedová (SVK) | 77e        |

| Astana Women's Team ASA | Astana Women's Team ASA      | Astana Women's Team ASA |
| ----------------------- | ---------------------------- | ----------------------- |
| Num                     | Coureuse                     | Pos                     |
| 161                     | Liliana Moreno (COL)         | 32e                     |
| 164                     | Natalya Saifutdinova (KAZ)   | 68e                     |
| 165                     | Arlenis Sierra (CUB) (route) | 13e                     |
| 166                     | Elena Pirrone (ITA)          | 30e                     |

| Servetto-Stradalli Cycle-Alurecycling SER | Servetto-Stradalli Cycle-Alurecycling SER | Servetto-Stradalli Cycle-Alurecycling SER |
| ----------------------------------------- | ----------------------------------------- | ----------------------------------------- |
| Num                                       | Coureuse                                  | Pos                                       |
| 171                                       | Anna Potokina (RUS)                       | NP-4                                      |
| 172                                       | Kseniya Dobrynina (RUS)                   | 33e                                       |
| 173                                       | Sara Casasola (ITA)                       | 72e                                       |
| 174                                       | Mossana Debesay (ERI)                     | 99e                                       |
| 175                                       | Marion Bessone (FRA)                      | 56e                                       |

| Swaboladies.nl ___ | Swaboladies.nl ___         | Swaboladies.nl ___ |
| ------------------ | -------------------------- | ------------------ |
| Num                | Coureuse                   | Pos                |
| 181                | Marissa Baks (NED)         | 96e                |
| 182                | Marlies van der Lugt (NED) | 67e                |
| 183                | Demi Vollering (NED)       | 18e                |
| 184                | Melanie Klement (NED)      | NP-3               |
| 185                | Femke de Graaff (NED)      | 108e               |

| Tibco-Silicon Valley Bank TIB | Tibco-Silicon Valley Bank TIB | Tibco-Silicon Valley Bank TIB |
| ----------------------------- | ----------------------------- | ----------------------------- |
| Num                           | Coureuse                      | Pos                           |
| 191                           | Lex Albrecht (CAN)            | 57e                           |
| 192                           | Alice Cobb (GBR)              | 46e                           |
| 193                           | Brodie Chapman (AUS)          | 16e                           |
| 194                           | Kathryn Buss (USA)            | 53e                           |
| 195                           | Alison Jackson (CAN)          | 25e                           |
| 196                           | Emily Newsom (USA)            | AB-6                          |

| Canyon-SRAM Racing CSR | Canyon-SRAM Racing CSR     | Canyon-SRAM Racing CSR |
| ---------------------- | -------------------------- | ---------------------- |
| Num                    | Coureuse                   | Pos                    |
| 201                    | Tiffany Cromwell (AUS)     | 37e                    |
| 202                    | Katarzyna Niewiadoma (POL) | 1re                    |
| 203                    | Leah Thorvilson (USA)      | 102e                   |
| 205                    | Alexis Magner (USA)        | 41e                    |
| 206                    | Tanja Erath (GER)          | 93e                    |

| Rally Cycling RLW | Rally Cycling RLW             | Rally Cycling RLW |
| ----------------- | ----------------------------- | ----------------- |
| Num               | Coureuse                      | Pos               |
| 211               | Sara Poidevin (CAN)           | 6e                |
| 212               | Katherine Maine (CAN) (route) | 42e               |
| 213               | Gillian Ellsay (CAN)          | 60e               |
| 214               | Abigail Mickey (USA)          | AB-6              |
| 215               | Heidi Franz (USA)             | 43e               |
| 216               | Sara Bergen (CAN)             | AB-3              |

| Experza-Footlogix EXP | Experza-Footlogix EXP | Experza-Footlogix EXP |
| --------------------- | --------------------- | --------------------- |
| Num                   | Coureuse              | Pos                   |
| 221                   | Sarah Rijkes (AUT)    | NP-3                  |
| 222                   | Sara Mustonen (SWE)   | NP-3                  |
| 223                   | Jessy Druyts (BEL)    | NP-3                  |

| Health Mate-Cyclelive Team HCT | Health Mate-Cyclelive Team HCT | Health Mate-Cyclelive Team HCT |
| ------------------------------ | ------------------------------ | ------------------------------ |
| Num                            | Coureuse                       | Pos                            |
| 231                            | Lara Defour (BEL)              | HD-6                           |
| 232                            | Kathrin Schweinberger (AUT)    | AB-6                           |
| 233                            | Špela Kern (SLO)               | AB-7                           |
| 234                            | Veronika Kormos (HUN)          | AB-6                           |
| 235                            | Marieke de Groot (NED)         | 79e                            |
| 236                            | Zsófia Szabó (HUN)             | AB-6                           |

| Team Illuminate ILU | Team Illuminate ILU     | Team Illuminate ILU |
| ------------------- | ----------------------- | ------------------- |
| Num                 | Coureuse                | Pos                 |
| 241                 | Grace Anderson (NZL)    | 22e                 |
| 243                 | Mikayla Harvey (NZL)    | 36e                 |
| 245                 | Shoko Kashiki (JPN)     | AB-5                |
| 246                 | Alexandra Millard (USA) | AB-6                |

| Team Dukla Praha TDP | Team Dukla Praha TDP            | Team Dukla Praha TDP |
| -------------------- | ------------------------------- | -------------------- |
| Num                  | Coureuse                        | Pos                  |
| 251                  | Jarmila Machačová (CZE) (route) | 54e                  |
| 252                  | Melissa van Neck (CZE)          | 88e                  |
| 253                  | Tereza Korvasova (CZE)          | NP-7                 |
| 254                  | Nikola Bajgerová (CZE)          | 82e                  |
| 255                  | Tereza Neumanová (CZE)          | 75e                  |
| 256                  | Ema Cetkovska (CZE)             | AB-3                 |

| YRDP Fred Whitton Challenge ___ | YRDP Fred Whitton Challenge ___ | YRDP Fred Whitton Challenge ___ |
| ------------------------------- | ------------------------------- | ------------------------------- |
| Num                             | Coureuse                        | Pos                             |
| 261                             | Sophie Enever (GBR)             | NP-6                            |
| 262                             | Illi Gardner (GBR)              | 84e                             |
| 263                             | Kara Lilly (CAN)                | NP-4                            |
| 264                             | Sara Olsson (SWE)               | AB-5                            |
| 265                             | Senna Feron (NED)               | 89e                             |
| 266                             | Anna Gabrielle Traxler (CAN)    | 66e                             |

| Équipe mixte 1 ___ | Équipe mixte 1 ___              | Équipe mixte 1 ___ |
| ------------------ | ------------------------------- | ------------------ |
| Num                | Coureuse                        | Pos                |
| 271                | Marjolaine Bazin (FRA)          | NP-5               |
| 273                | Bérengère Staelens (FRA)        | 104e               |
| 274                | Frédérique Larose-Gingras (CAN) | 80e                |
| 275                | Anabelle Dreville (FRA)         | NP-7               |
| 276                | Marion Sicot (FRA)              | 28e                |

| FDJ-Nouvelle Aquitaine-Futuroscope FDJ | FDJ-Nouvelle Aquitaine-Futuroscope FDJ | FDJ-Nouvelle Aquitaine-Futuroscope FDJ |
| -------------------------------------- | -------------------------------------- | -------------------------------------- |
| Num                                    | Coureuse                               | Pos                                    |
| 281                                    | Shara Gillow (AUS)                     | 11e                                    |
| 282                                    | Charlotte Bravard (FRA)                | 50e                                    |
| 283                                    | Maëlle Grossetête (FRA)                | 87e                                    |
| 284                                    | Victorie Guilman (FRA)                 | 35e                                    |
| 285                                    | Évita Muzic (FRA)                      | 21e                                    |
| 286                                    | Greta Richioud (FRA)                   | 49e                                    |

| Russie RUS | Russie RUS          | Russie RUS |
| ---------- | ------------------- | ---------- |
| Num        | Coureuse            | Pos        |
| 1          | Polina Kirillova    | 78e        |
| 2          | Galina Tchernychova | 73e        |
| 3          | Gyunel Mekhtieva    | 92e        |
| 4          | Marina Likhanova    | 61e        |
| 5          | Karina Kasenova     | 97e        |
| 6          | Seda Krylova        | AB-5       |

| Norvège NOR | Norvège NOR        | Norvège NOR |
| ----------- | ------------------ | ----------- |
| Num         | Coureuse           | Pos         |
| 21          | Katrine Aalerud    | 9e          |
| 22          | Susanne Andersen   | 95e         |
| 23          | Stine Borgli       | 29e         |
| 24          | Vita Heine (route) | 64e         |
| 25          | Ingrid Lorvik      | 39e         |
| 26          | Karina Birkenes    | 98e         |

| Belgique BEL | Belgique BEL        | Belgique BEL |
| ------------ | ------------------- | ------------ |
| Num          | Coureuse            | Pos          |
| 31           | Valerie Demey       | 74e          |
| 32           | Sofie De Vuyst      | 8e           |
| 33           | Kaat Hannes         | 69e          |
| 34           | Githa Michiels      | 26e          |
| 35           | Kelly Van den Steen | 24e          |
| 36           | Julie Van de Velde  | 17e          |

| Espagne ESP | Espagne ESP          | Espagne ESP |
| ----------- | -------------------- | ----------- |
| Num         | Coureuse             | Pos         |
| 41          | Mavi García          | 2e          |
| 42          | Lorena Llamas        | 31e         |
| 43          | Cristina Martínez    | 76e         |
| 44          | Eider Merino (route) | 3e          |
| 45          | Nerea Nuno Iglesias  | 103e        |
| 46          | Aida Nuño Palacio    | 63e         |

| États-Unis USA | États-Unis USA | États-Unis USA |
| -------------- | -------------- | -------------- |
| Num            | Coureuse       | Pos            |
| 51             | Katie Hall     | 5e             |
| 52             | Leah Thomas    | 34e            |
| 53             | Ruth Edwards   | 4e             |
| 54             | Tayler Wiles   | AB-7           |
| 55             | Margot Clyne   | 90e            |
| 56             | Janelle Cole   | AB-5           |

| Ukraine UKR | Ukraine UKR         | Ukraine UKR |
| ----------- | ------------------- | ----------- |
| Num         | Coureuse            | Pos         |
| 61          | Valeriya Kononenko  | 86e         |
| 62          | Marina Ivanyuk      | 65e         |
| 63          | Olena Sharga        | 58e         |
| 64          | Iryna Semenova      | 83e         |
| 65          | Tetyana Riabchenko  | 38e         |
| 66          | Olga Shekel (route) | 15e         |

| Israël ISR | Israël ISR    | Israël ISR |
| ---------- | ------------- | ---------- |
| Num        | Coureuse      | Pos        |
| 71         | Roni Fishman  | 94e        |
| 72         | Omer Shapira  | 19e        |
| 73         | Miriam Bar-on | 101e       |
| 74         | Avital Gez    | 106e       |
| 75         | Gali Weinberg | 105e       |
| 76         | Amit Moran    | 107e       |

| Autriche AUT | Autriche AUT          | Autriche AUT |
| ------------ | --------------------- | ------------ |
| Num          | Coureuse              | Pos          |
| 81           | Sylvia Gehnböck       | 59e          |
| 82           | Annina Jenal          | NP-5         |
| 83           | Hannah Gruber-Stadler | 71e          |
| 84           | Martina Ritter        | NP-6         |
| 86           | Angelika Tazreiter    | 20e          |

| Allemagne GER | Allemagne GER       | Allemagne GER |
| ------------- | ------------------- | ------------- |
| Num           | Coureuse            | Pos           |
| 101           | Jacqueline Dietrich | 81e           |
| 102           | Kathrin Hammes      | 12e           |
| 103           | Tina Schulz         | AB-6          |
| 104           | Eva Luca            | AB-5          |
| 105           | Carolin Schiff      | 62e           |
| 106           | Beate Zanner        | 45e           |

| Pays-Bas NED | Pays-Bas NED      | Pays-Bas NED |
| ------------ | ----------------- | ------------ |
| Num          | Coureuse          | Pos          |
| 111          | Belle De Gast     | 91e          |
| 112          | Nina Buysman      | 23e          |
| 113          | Esther van Veen   | 70e          |
| 114          | Sabrina Stultiens | NP-1         |
| 115          | Janneke Ensing    | NP-7         |
| 116          | Eva Buurman       | 44e          |

| BTC City Ljubljana BTC | BTC City Ljubljana BTC | BTC City Ljubljana BTC |
| ---------------------- | ---------------------- | ---------------------- |
| Num                    | Coureuse               | Pos                    |
| 131                    | Tanja Elsner (SLO)     | 100e                   |
| 132                    | Urška Žigart (SLO)     | 55e                    |
| 133                    | Urša Pintar (SLO)      | 48e                    |
| 134                    | Mia Radotić (CRO)      | AB-5                   |
| 136                    | Hanna Nilsson (SWE)    | 10e                    |

| Centre mondial du cyclisme WCC | Centre mondial du cyclisme WCC | Centre mondial du cyclisme WCC |
| ------------------------------ | ------------------------------ | ------------------------------ |
| Num                            | Coureuse                       | Pos                            |
| 141                            | Teniel Campbell (TTO)          | 85e                            |
| 142                            | Agua Marina Espínola (PAR)     | 40e                            |
| 143                            | Eyeru Tesfoam Gebru (ETH)      | 47e                            |
| 144                            | Nguyễn Thị Thật (VIE)          | AB-6                           |
| 145                            | Paula Patiño (COL)             | 14e                            |
| 146                            | Anabel Yapura (ARG)            | 51e                            |

| Bepink BPK | Bepink BPK             | Bepink BPK |
| ---------- | ---------------------- | ---------- |
| Num        | Coureuse               | Pos        |
| 151        | Tatiana Guderzo (ITA)  | 27e        |
| 152        | Erica Magnaldi (ITA)   | 7e         |
| 153        | Silvia Valsecchi (ITA) | 52e        |
| 154        | Katia Ragusa (ITA)     | AB-3       |
| 155        | Letizia Borghesi (ITA) | AB-5       |
| 156        | Tereza Medvedová (SVK) | 77e        |

| Astana Women's Team ASA | Astana Women's Team ASA      | Astana Women's Team ASA |
| ----------------------- | ---------------------------- | ----------------------- |
| Num                     | Coureuse                     | Pos                     |
| 161                     | Liliana Moreno (COL)         | 32e                     |
| 164                     | Natalya Saifutdinova (KAZ)   | 68e                     |
| 165                     | Arlenis Sierra (CUB) (route) | 13e                     |
| 166                     | Elena Pirrone (ITA)          | 30e                     |

| Servetto-Stradalli Cycle-Alurecycling SER | Servetto-Stradalli Cycle-Alurecycling SER | Servetto-Stradalli Cycle-Alurecycling SER |
| ----------------------------------------- | ----------------------------------------- | ----------------------------------------- |
| Num                                       | Coureuse                                  | Pos                                       |
| 171                                       | Anna Potokina (RUS)                       | NP-4                                      |
| 172                                       | Kseniya Dobrynina (RUS)                   | 33e                                       |
| 173                                       | Sara Casasola (ITA)                       | 72e                                       |
| 174                                       | Mossana Debesay (ERI)                     | 99e                                       |
| 175                                       | Marion Bessone (FRA)                      | 56e                                       |

| Swaboladies.nl ___ | Swaboladies.nl ___         | Swaboladies.nl ___ |
| ------------------ | -------------------------- | ------------------ |
| Num                | Coureuse                   | Pos                |
| 181                | Marissa Baks (NED)         | 96e                |
| 182                | Marlies van der Lugt (NED) | 67e                |
| 183                | Demi Vollering (NED)       | 18e                |
| 184                | Melanie Klement (NED)      | NP-3               |
| 185                | Femke de Graaff (NED)      | 108e               |

| Tibco-Silicon Valley Bank TIB | Tibco-Silicon Valley Bank TIB | Tibco-Silicon Valley Bank TIB |
| ----------------------------- | ----------------------------- | ----------------------------- |
| Num                           | Coureuse                      | Pos                           |
| 191                           | Lex Albrecht (CAN)            | 57e                           |
| 192                           | Alice Cobb (GBR)              | 46e                           |
| 193                           | Brodie Chapman (AUS)          | 16e                           |
| 194                           | Kathryn Buss (USA)            | 53e                           |
| 195                           | Alison Jackson (CAN)          | 25e                           |
| 196                           | Emily Newsom (USA)            | AB-6                          |

| Canyon-SRAM Racing CSR | Canyon-SRAM Racing CSR     | Canyon-SRAM Racing CSR |
| ---------------------- | -------------------------- | ---------------------- |
| Num                    | Coureuse                   | Pos                    |
| 201                    | Tiffany Cromwell (AUS)     | 37e                    |
| 202                    | Katarzyna Niewiadoma (POL) | 1re                    |
| 203                    | Leah Thorvilson (USA)      | 102e                   |
| 205                    | Alexis Magner (USA)        | 41e                    |
| 206                    | Tanja Erath (GER)          | 93e                    |

| Rally Cycling RLW | Rally Cycling RLW             | Rally Cycling RLW |
| ----------------- | ----------------------------- | ----------------- |
| Num               | Coureuse                      | Pos               |
| 211               | Sara Poidevin (CAN)           | 6e                |
| 212               | Katherine Maine (CAN) (route) | 42e               |
| 213               | Gillian Ellsay (CAN)          | 60e               |
| 214               | Abigail Mickey (USA)          | AB-6              |
| 215               | Heidi Franz (USA)             | 43e               |
| 216               | Sara Bergen (CAN)             | AB-3              |

| Experza-Footlogix EXP | Experza-Footlogix EXP | Experza-Footlogix EXP |
| --------------------- | --------------------- | --------------------- |
| Num                   | Coureuse              | Pos                   |
| 221                   | Sarah Rijkes (AUT)    | NP-3                  |
| 222                   | Sara Mustonen (SWE)   | NP-3                  |
| 223                   | Jessy Druyts (BEL)    | NP-3                  |

| Health Mate-Cyclelive Team HCT | Health Mate-Cyclelive Team HCT | Health Mate-Cyclelive Team HCT |
| ------------------------------ | ------------------------------ | ------------------------------ |
| Num                            | Coureuse                       | Pos                            |
| 231                            | Lara Defour (BEL)              | HD-6                           |
| 232                            | Kathrin Schweinberger (AUT)    | AB-6                           |
| 233                            | Špela Kern (SLO)               | AB-7                           |
| 234                            | Veronika Kormos (HUN)          | AB-6                           |
| 235                            | Marieke de Groot (NED)         | 79e                            |
| 236                            | Zsófia Szabó (HUN)             | AB-6                           |

| Team Illuminate ILU | Team Illuminate ILU     | Team Illuminate ILU |
| ------------------- | ----------------------- | ------------------- |
| Num                 | Coureuse                | Pos                 |
| 241                 | Grace Anderson (NZL)    | 22e                 |
| 243                 | Mikayla Harvey (NZL)    | 36e                 |
| 245                 | Shoko Kashiki (JPN)     | AB-5                |
| 246                 | Alexandra Millard (USA) | AB-6                |

| Team Dukla Praha TDP | Team Dukla Praha TDP            | Team Dukla Praha TDP |
| -------------------- | ------------------------------- | -------------------- |
| Num                  | Coureuse                        | Pos                  |
| 251                  | Jarmila Machačová (CZE) (route) | 54e                  |
| 252                  | Melissa van Neck (CZE)          | 88e                  |
| 253                  | Tereza Korvasova (CZE)          | NP-7                 |
| 254                  | Nikola Bajgerová (CZE)          | 82e                  |
| 255                  | Tereza Neumanová (CZE)          | 75e                  |
| 256                  | Ema Cetkovska (CZE)             | AB-3                 |

| YRDP Fred Whitton Challenge ___ | YRDP Fred Whitton Challenge ___ | YRDP Fred Whitton Challenge ___ |
| ------------------------------- | ------------------------------- | ------------------------------- |
| Num                             | Coureuse                        | Pos                             |
| 261                             | Sophie Enever (GBR)             | NP-6                            |
| 262                             | Illi Gardner (GBR)              | 84e                             |
| 263                             | Kara Lilly (CAN)                | NP-4                            |
| 264                             | Sara Olsson (SWE)               | AB-5                            |
| 265                             | Senna Feron (NED)               | 89e                             |
| 266                             | Anna Gabrielle Traxler (CAN)    | 66e                             |

| Équipe mixte 1 ___ | Équipe mixte 1 ___              | Équipe mixte 1 ___ |
| ------------------ | ------------------------------- | ------------------ |
| Num                | Coureuse                        | Pos                |
| 271                | Marjolaine Bazin (FRA)          | NP-5               |
| 273                | Bérengère Staelens (FRA)        | 104e               |
| 274                | Frédérique Larose-Gingras (CAN) | 80e                |
| 275                | Anabelle Dreville (FRA)         | NP-7               |
| 276                | Marion Sicot (FRA)              | 28e                |

| FDJ-Nouvelle Aquitaine-Futuroscope FDJ | FDJ-Nouvelle Aquitaine-Futuroscope FDJ | FDJ-Nouvelle Aquitaine-Futuroscope FDJ |
| -------------------------------------- | -------------------------------------- | -------------------------------------- |
| Num                                    | Coureuse                               | Pos                                    |
| 281                                    | Shara Gillow (AUS)                     | 11e                                    |
| 282                                    | Charlotte Bravard (FRA)                | 50e                                    |
| 283                                    | Maëlle Grossetête (FRA)                | 87e                                    |
| 284                                    | Victorie Guilman (FRA)                 | 35e                                    |
| 285                                    | Évita Muzic (FRA)                      | 21e                                    |
| 286                                    | Greta Richioud (FRA)                   | 49e                                    |

## Présentation

### Comité d'organisation
Le Vélo Club Vallée du Rhône Ardéchoise organise la course. Le directeur de l'organisation est Alain Coureon et son adjoint est René Avogadro.

### Règlement de la course

#### Délais
Lors d'une course cycliste, les coureurs sont tenus d'arriver dans un laps de temps imparti à la suite du premier pour pouvoir être classés. Les délais prévus sont de 40 % pour la première étape, 45 % pour la deuxième étape, 60 % pour les troisième, sixième et septième étapes, 70 % pour la cinquième étape et 75 % pour la quatrième étape.

#### Classements et bonifications
Le classement général individuel au temps est calculé par le cumul des temps enregistrés dans chacune des étapes parcourues. Le coureur qui est premier de ce classement est porteur du maillot rose. En cas d'égalité au temps, les centièmes de secondes des contre-la-montres sont comptabilisés. Ensuite, la somme des places obtenues sur chaque étape départage les concurrentes.

##### Classement par points
Le maillot vert, récompense le classement par points. Celui-ci se calcule selon le classement lors des arrivées d'étape.
Lors d'une arrivée d'étape, les dix première se voient accorder des points selon le décompte suivant : 15, 10, 8, 7, 6, 5, 4, 3, 2 et 1 point. En cas d'égalité, les coureurs sont prioritairement départagés par le nombre de victoires d'étapes. Si l'égalité persiste, le nombre de victoires à des sprints intermédiaires puis éventuellement la place obtenue au classement général entrent en compte. Pour être classé, un coureur doit avoir terminé la course dans les délais.

##### Classement de la meilleure grimpeuse
Le classement de la meilleure grimpeuse, ou classement des monts, est un classement spécifique basé sur les arrivées au sommet des ascensions répertoriées dans l'ensemble de la course. Elles sont classés en cinq catégories. Les ascensions de hors catégorie rapportent respectivement 15, 12, 10, 7, 5, 3, 2 et 1 points aux huit premières. Pour les ascensions de première catégorie, le barème est 10, 7, 5, 3, 2 et 1 points pour les six premières. Pour les ascensions de deuxième catégorie, le barème est 6, 4, 3, 2 et 1 points pour les cinq premières. Pour les ascensions de troisième catégorie, le barème est 3, 2 et 1 points pour les trois premières. Enfin les ascensions de quatrième catégorie rapporte un point à la première. Le premier du classement des monts est détenteur du maillot à pois. En cas d'égalité, les coureurs sont prioritairement départagés par le nombre de premières places aux sommets des ascension hors catégorie, puis première catégorie, puis de deuxième catégorie, etc. Si l'égalité persiste, le critère suivant est la place obtenue au classement général. Pour être classé, une coureuse doit avoir terminé la course dans les délais.

##### Classement des rushs
Le maillot rouge, récompense le classement des rushs. Celui-ci se calcule selon le classement lors de sprints intermédiaires. Les quatre premières coureurs des sprints intermédiaires reçoivent respectivement 5, 3, 2 et un point. En cas d'égalité, celle ayant le plus de première place s'impose. En case nouvelle égalité, le classement général départage les concurrentes.

##### Classement de la meilleure jeune
Le classement de la meilleure jeune ne concerne qu'une certaine catégorie de coureuses, celles étant âgées de moins de 23 ans. C'est-à-dire aux coureuses nées après le 1er janvier 1997. Ce classement, basé sur le classement général, attribue au premier un maillot blanc.

##### Classement du combiné
Le classement du combiné attribue un maillot bleu. La position des coureuses dans les classements suivants est prise en compte : classement général, classement des rushs et classement de la montagne. Les places des concurrentes dans ces différents classements sont additionnées. Celle ayant le moins de points mène le classement.

##### Classement par équipes
Le classement par équipes du jour s’établit par l’addition des trois meilleurs temps individuels de chaque équipe. En cas d’égalité, les équipes sont départagées par le nombre de première place au classement par équipes journalier, ensuite par le nombre de deuxième place au classement par équipes du jour, etc.

##### Classement de la combativité
À l'issue de chaque étape, un jury constitué de quatre personnes attribue à la coureuse ayant le plus mérité, le trophée de la combativité.

##### Répartition des maillots
Chaque coureuse en tête d'un classement est porteuse du maillot ou du dossard distinctif correspondant. Cependant, dans le cas où une coureuse dominerait plusieurs classements, celle-ci ne porte qu'un seul maillot distinctif, selon une priorité de classements. Le classement général au temps est le classement prioritaire, suivi du classement par points, du classement général du meilleur grimpeur, de celui des rushs, de celui du combiné et du classement de la meilleure jeune. Si ce cas de figure se produit, le maillot correspondant au classement annexe de priorité inférieure n'est pas porté par celui qui domine ce classement mais par son deuxième.

#### Primes
Les étapes permettent de remporter les primes suivantes :
| Position | 1er   | 2e    | 3e    | 4e    | 5e    | 6e   | 7e   | 8e   | 9e   | 10e  |
| Prix     | 500 € | 300 € | 200 € | 150 € | 100 € | 80 € | 70 € | 60 € | 50 € | 50 € |

Les coureuses classées de la 11e à la 15e place gagnent 40 €, celles classées de la 16e à la 20e place gagnent 30 €.
Pour les demi-étapes le barème est le suivant :
| Position | 1er   | 2e    | 3e    | 4e   | 5e   | 6e   | 7e   | 8e   | 9e   | 10e  |
| Prix     | 250 € | 200 € | 100 € | 80 € | 70 € | 60 € | 50 € | 50 € | 40 € | 40 € |

Les coureuses classées de la 11e à la 12e place gagnent 40 €, celles de la 13e à 15e place 30 €.
Le classement général final attribue les sommes suivantes :
| Position | 1er   | 2e    | 3e    | 4e    | 5e    | 6e    | 7e    | 8e   | 9e   | 10e  |
| Prix     | 800 € | 500 € | 300 € | 200 € | 150 € | 120 € | 100 € | 80 € | 70 € | 60 € |

Les coureuses classées de la 11e à la 15e place gagnent 50 €, celles classées de 16e à la 20e place 30 €.

#### Prix
Le classement de la montagne final attribue les sommes suivantes :
| Position | 1er   | 2e   | 3e   | 4e   | 5e   | 6e   | 7e   | 8e   | 9e  | 10e |
| Prix     | 120 € | 90 € | 70 € | 60 € | 50 € | 40 € | 40 € | 30 € | 0 € | 0 € |

Les rushs rapportent cinq euros par point.
Le classement de la meilleure jeune et celui du combiné attribuent les sommes suivantes :
| Position | 1er   | 2e    | 3e   | 4e   | 5e   | 6e   | 7e  | 8e  | 9e  | 10e |
| Prix     | 120 € | 100 € | 90 € | 80 € | 70 € | 40 € | 0 € | 0 € | 0 € | 0 € |

Le classement par points attribue les sommes suivantes :
| Position | 1er  | 2e   | 3e   | 4e   | 5e   | 6e  | 7e  | 8e  | 9e  | 10e |
| Prix     | 80 € | 50 € | 30 € | 20 € | 20 € | 0 € | 0 € | 0 € | 0 € | 0 € |

Le classement par équipes attribue les sommes suivantes :
| Position | 1er   | 2e    | 3e   | 4e   | 5e  | 6e  | 7e  | 8e  | 9e  | 10e |
| Prix     | 210 € | 150 € | 90 € | 50 € | 0 € | 0 € | 0 € | 0 € | 0 € | 0 € |

Le prix de la combativité donne le droit à panier de produit du terroir chaque jour. Le super combatif empoche 150 €.